# Roberto Galeotti
Roberto Galeotti (Pistoia, 11 febbraio 1940) è un ex calciatore italiano, di ruolo difensore.

## Carriera
Debutta in Serie B nel 1958-1959 con il Prato, disputando 2 gare nel corso della stagione; con i toscani gioca anche l'anno successivo in Serie C, altri due anni in Serie B totalizzando altre 30 presenze tra i cadetti, ancora un anno in Serie C ed un ultimo anno in Serie B con 24 presenze.
Nel 1964 il Prato retrocede in Serie C e l'anno successivo Galeotti passa al Siena, dove gioca 24 partite nella terza serie.

## Palmarès

### Club

#### Competizioni nazionali
- Serie C: 2

Prato: 1959-1960, 1962-1963